# Mất dấu 3
《Sứ đồ hành giả 3》 (tiếng Anh: Line Walker: Bull Fight, tiếng Trung: 使徒行者3 là một bộ phim truyền hình hiện đại, cảnh sát hình sự do đài truyền hình TVB cùng Tencent hợp tác sản xuất. Với các diễn viên chính Lâm Phong, Miêu Kiều Vỹ, Mã Quốc Minh, Viên Vỹ Hào, Huỳnh Trí Văn, Huỳnh Thuý Như, Thái Tư Bối và Trương Chấn Lãng, diễn viên phụ Hứa Thiệu Hùng, Hồng Vĩnh Thành, Liên Thi Nhã, Lâm Tuyên Dư, diễn xuất đặc biệt Tăng Thuấn Hy, Trịnh Tắc Sĩ. Giám chế Tô Vạn Thông, nhà sản xuất Tôn Trung Hoài, Đỗ Chi Khắc.
Bộ phim này phần 3 của series 《Sứ đồ hành giả》, đồng thời là 1 trong 12 bộ trong Tuần lễ chương trình TVB 2020, cũng là 1 trong 3 bộ phim khánh đài TVB 53.

## Thời gian phát sóng
Thời gian trong bảng dựa theo giờ địa phương
| Kênh          | Nơi phát sóng                | Ngày                      | Thời gian                                                  | Ghi chú |
| ------------- | ---------------------------- | ------------------------- | ---------------------------------------------------------- | --- |
| myTV Gold     | Hồng Kông                    | Ngày 12 tháng 10 năm 2020 | Mỗi thứ 2, 3, 4 lúc 20 giờ thêm 2 tập mới                  | Cung cấp bản tiếng Quảng, tiếng Phổ thông                                                                                           |
| TVB Anywhere  | Khu vực phục vụ TVB Anywhere | Ngày 12 tháng 10 năm 2020 | Mỗi thứ 2, 3, 4 lúc 20 giờ thêm 2 tập mới                  | Cung cấp bản tiếng Quảng, tiếng Phổ thông                                                                                           |
| Tencent Video | Trung Quốc Đại lục           | Ngày 12 tháng 10 năm 2020 | Mỗi thứ 2, 3, 4 lúc 20 giờ thêm 2 tập mới                  | Hội viên VIP được xem trước 6 tập Cung cấp bản tiếng Quảng, tiếng Phổ thông Người dùng PC và máy tính bảng có thể xem trước 1 tiếng |
| Astro GO      | Malaysia Brunei              | Ngày 12 tháng 10 năm 2020 | Mỗi thứ 2, 3, 4 lúc 20 giờ thêm 2 tập mới                  | Cung cấp bản tiếng Quảng, tiếng Phổ thông                                                                                           |
| Phỉ Thúy Đài  | Hồng Kông                    | Ngày 9 tháng 11 năm 2020  | Từ thứ 2 đến thứ 6 hàng tuần lúc 20 giờ 30, thêm 1 tập mới | |
| Astro AOD     | Malaysia                     | Ngày 9 tháng 11 năm 2020  | Từ thứ 2 đến thứ 6 hàng tuần lúc 20 giờ 30, thêm 1 tập mới | |
| SCTV9         | Việt Nam                     | Ngày 9 tháng 11 năm 2020  | Từ thứ 2 đến thứ 6 hàng tuần lúc 19 giờ, thêm 1 tập mới    | Lồng tiếng Việt |

## Bối cảnh thời đại
Bối cảnh của bộ phim này được đặt vào năm 2019 - 2020, sau 4, 5 năm thuộc đại kết cục của phần 1 (thời gian là năm 2015), sau 8, 9 năm của phần 2 (thời gian là năm 2010 - 2011), trong đó sẽ xen kẽ đoạn hồi ức của năm 2009 (dòng thời gian trước Sứ đồ hành giả 2).

## Đại cương câu chuyện
Tiết Gia Cường (Lâm Phong đóng) tiếp tục cùng CIB (Cục Tình Báo Hình Sự) thi hành nhiệm vụ truy bắt nhiều tội phạm khác nhau, trong khi đó Trác Khải (Miêu Kiều Vĩ đóng) vì 3 năm trước đã bắn kẻ đầu não của tập đoàn tội phạm là Tiền Thụy An bị thương nên bị phán 3 năm tù giam. Sau khi mãn hạn tù, anh chọn mở quán cà phê cùng vợ mình là Mạc Tiễn Tình (Giang Mỹ Nghi đóng) để sinh sống ổn định nhưng lại phải đối mặt với nguy cơ bị đám người hắc bang truy sát. Mặt khác, Tổng Thanh Tra của CIB là Chương Kỷ Tư (Huỳnh Trí Văn đóng) và nội gián trước đây của Trác Khải là Trịnh Thục Mai (Huỳnh Thúy Như đóng) nghi ngờ rằng Trác Khải có ý định gia nhập hắc đạo, nên bí mật điều tra quan hệ giữa Trác Khải và đám người của hắc đạo... Gia Cường cùng Trác Khải điều tra vụ án buôn bán người phi pháp, Trưởng phòng điều tra của Cục Bảo An (SIA) là Vi Tác Vinh (Mã Quốc Minh đóng) cũng hợp lực phá án. Khoa tình báo mới được thành lập của Cục Bảo An mời Từ Thiên Đường (Viên Vỹ Hào đóng) gia nhập, Trác Khải ở chốn giang hồ tham gia vào đại hội tuyển cử của bang hội. Kẻ cùng hội cùng thuyền ngày trước lại dùng thân phận khác tham gia ứng tuyển, Trác Khải lần nữa gặp lại lão đối thủ lẽ ra đã bị Gia Cường bắn chết là Đàm Hoan Hỉ (Hứa Thiệu Hùng đóng) và phát hiện ra thân phận thật sự của Vi Tác Vinh chính là Ngụy Đức Lễ, em trai của kẻ địch ngày trước - Ngụy Đức Tín. Hắn ta đang lên kế hoạch báo thù mọi người, trong khi mọi người đang hợp lực điều tra, vạch trần một thế lực hắc ám khổng lồ thì ngay lúc đó lại có một trận sóng gió đang từ từ ập tới...

## Diễn viên

### Sở cảnh vụ Hong Kong
| Diễn viên    | Vai diễn     | Biệt danh/ Quan hệ |
| ------------ | ------------ | --- |
| Quan Bảo Tuệ | Trần Lệ Quần | Madam Chan, Queenie Trợ lý Sở Trưởng (Hình sự) Quan chỉ huy bộ hình sự sở hình sự và bảo an Cấp trên của Lương Kiện Bang, Phạm Hiểu Hoa Đồ đệ của Tô Tử An, hiện bất hòa Mười năm trước nhậm chức Cảnh ti cao cấp phòng điều tra nội bộ, yêu cầu Trương Ngọc Tuyên, Vương Vĩnh Tường ngầm điều tra Từ Thiên Đường Tập 24 bị Trịnh Thục Mai phát hiện nhật ký nằm vùng hi sinh vì nhiệm vụ của một người nặc danh, muốn cô cùng Từ Thiên Đường tìm ra hắc cảnh Tập 25 thành lập hành động ảnh võ giả, giao cho Trác Khải lo liệu Tập 30 vì bị Vi Tác Vinh giá họa mà đình chức tiếp nhận điều tra nội bộ Tập 37 không bị khởi tố, nhưng cuối cùng quyết định từ chức |

#### Phòng tình báo hình sự (CIB)
| Diễn viên                 | Vai diễn          | Biệt danh/ Mối quan hệ |
| ------------------------- | ----------------- | --- |
| Huỳnh Tử Hùng             | Lương Kiện Bang   | Sếp Lương Tổng cảnh ti CIB Cấp dưới của Trần Lệ Quần Cấp trên của Chương Kỷ Tư Cùng Trác Khải tốt nghiệp trường cảnh sát Tập 25 gia nhập hành động ảnh võ giả phụ trách công tác chi viện Tập 30 vì từ chối giao ra tài liệu nằm vùng mà từ chức Tập 37 phục chức |
| Âu Minh Diệu (Thanh niên) | Chương Kỷ Tư      | Madam G, A Tư Tổng thanh tra CIB/ Người liên lạc nội gián Con gái út của Chương Bính Dũng Em gái của Chương Kỷ Hoằng Cấp dưới của Lương Kiện Bang Cấp trên của Tiết Gia Cường Đối tượng yêu thầm của Vi Tác Vinh, tập 27 trở thành bạn gái Cao thủ Hoa Dung Đạo Bệnh nhân mắc hội chứng Savant và hội chứng Asperger, không biết cách lý giải tình cảm của người thường, sau đó dần cải thiện và học cách xây dựng tình cảm với người khác Có trí nhớ phi thường Lúc còn nhỏ, sau khi bị cha mắng chửi và đánh đập thì một mình trốn vào thang máy, sau khi lớn lên những không vui hay lúc công việc không thuận lợi thì thích ngồi trong thang máy Có nghiên cứu sâu về thang máy Tập 25 gia nhập hành động ảnh võ giả, trở thành trợ lý của Trác Khải Tập 37 vì cứu Ngụy Đức Lễ mà bị Trác Khải bắn trọng thương, sau đó phải dùng xe lăn để đi |
| Huỳnh Trí Văn             | Chương Kỷ Tư      | Madam G, A Tư Tổng thanh tra CIB/ Người liên lạc nội gián Con gái út của Chương Bính Dũng Em gái của Chương Kỷ Hoằng Cấp dưới của Lương Kiện Bang Cấp trên của Tiết Gia Cường Đối tượng yêu thầm của Vi Tác Vinh, tập 27 trở thành bạn gái Cao thủ Hoa Dung Đạo Bệnh nhân mắc hội chứng Savant và hội chứng Asperger, không biết cách lý giải tình cảm của người thường, sau đó dần cải thiện và học cách xây dựng tình cảm với người khác Có trí nhớ phi thường Lúc còn nhỏ, sau khi bị cha mắng chửi và đánh đập thì một mình trốn vào thang máy, sau khi lớn lên những không vui hay lúc công việc không thuận lợi thì thích ngồi trong thang máy Có nghiên cứu sâu về thang máy Tập 25 gia nhập hành động ảnh võ giả, trở thành trợ lý của Trác Khải Tập 37 vì cứu Ngụy Đức Lễ mà bị Trác Khải bắn trọng thương, sau đó phải dùng xe lăn để đi |
| Lâm Phong                 | Tiết Gia Cường    | Bạo Seed Cảnh sát nằm vùng CIB/ Người liên lạc nội gián Ông chủ tiệm mát xa chân Hảo Ý Đầu Trưởng quản cũ của Hồng Anh Xã Cấp dưới cũ Trác Khải Cấp dưới của Chương Kỷ Tư Thủ hạ cũ của Đàm Hoan Hỉ Bạn trai cũ của Quảng Mỹ Liên Cha đẻ của Lữ Chính Thực Bạn tốt của Trương Mộc Vinh Bạn trai của Đinh Tiểu Gia, không ngừng tìm kiếm tung tích của cô ấy Vừa là địch vừa là bạn với Vi Tác Vinh, sau đó phản bội Người liên lạc của Chu Thiến Sư phụ kiêm người liên lạc của Đậu Á Hi Đối tượng yêu thầm của Lam Nam Sư đệ của Từ Thiên Đường, Trịnh Thục Mai Tập 1 lần đầu làm người liên lạc, vì Chu Thiến chết mà không muốn tham gia các công việc liên quan Tập 10 trở thành người liên lạc của Đậu Á Hi Tập 28 gia nhập hành động ảnh võ giả Xem thêm Sứ đồ hành giả                                                                      |
| Thái Tư Bối               | Đậu Á Hi          | A Đâu Thám viên nằm vùng CIB Cấp dưới của Chương Kỷ Tư Đồ đệ kiêm cấp dưới của Tiết Gia Cường Tập 9 trà trộn vào sòng bạc mạng Kim Phả La của Sùng Khánh Xã làm nằm vùng Tập 10 trà trộn vào sòng bạc mạng của Lưu Vĩnh Lộc Tập 16 vì yêu Bàng Hạo Dương mà muốn xin rút khỏi hàng động Tập 21 bị Bàng Hạo Dương biết được thân phận |
| Mạch Mỹ Ân                | Chu Thiến         | Juicy Cảnh viên nằm vùng CIB Số hiệu cảnh viên WPC42301 Cấp dưới của Tiết Gia Cường Nhiệm vụ là trà trộn vào công ty người mẫu, tìm kiếm tung tích của Huỳnh Bảo Dĩnh và Huỳnh Bảo Hiền Tập 1 cứu được Huỳnh Bảo Dĩnh sau đó bị bắt đi, cuối cùng bị Hàn Kiến Nghĩa lấy nội tạng mà tử vong |
| Trần Quốc Phong           | Lý Văn Hùng       | Tước Thỉ (Phân chim) Cảnh viên CIB Cấp dưới của Chương Kỷ Tư Mười năm trước là thành viên phòng tình báo hình sự dân sự của Trác Khải Xem thêm Sứ đồ hành giả 2 |
| Huỳnh Diệu Hoàng          | Chu Lập Trí       | A Trí Cảnh viên CIB Cấp dưới của Chương Kỷ Tư |
| Trang Tư Minh             | Phùng Thiếu Tâm   | A Tâm Cảnh viên CIB Cấp dưới của Chương Kỷ Tư |
| Mạnh Hi Lân               | Vu Định Kỳ        | Cảnh viên CIB Cấp dưới của Chương Kỷ Tư |
| Bành Tường Linh           | Doãn Lợi Lâm      | Cảnh viên CIB Cấp dưới của Chương Kỷ Tư |
| Lâu Gia Hào               | Ngô Phương Đình   | Cảnh viên CIB Cấp dưới của Chương Kỷ Tư |
| Trịnh Tuyển Hi            | Đặng Tu Công      | Cảnh viên CIB Cấp dưới của Chương Kỷ Tư |
| Lư Vĩ Văn                 | Quách Vĩ Cơ       | A Cơ Cảnh viên CIB, phụ trách về công việc kỹ thuật máy tính Cấp dưới của Chương Kỷ Tư |
| Liên Thi Nhã              | Trương Ngọc Tuyên | A Luyên Cảnh viên nằm vùng đã chết của CIB Số hiệu cảnh sát DPC34155 Bạn gái cũ của Từ Thiên Đường 10 năm trước nhận chỉ thị của Trần Lệ Quần mà gia nhập tổ nghe lén phòng tình báo hình sự. ngầm điều tra Từ Thiên Đường 9 năm trước là nội gián của Trác Khải, bị Đàm Triệu Long gài bom nổ chết Tập 13 nhật ký rơi vào tay Trịnh Thục Mai Chỉ xuất hiện trong hồi ức (từ tập 12) Xem thêm Sứ đồ hành giả 2 |
| Hồng Vĩnh Thành           | Vương Vĩnh Tường  | Wing Tường Cảnh viên nằm vùng đã chết của CIB Số hiệu cảnh sát PC23380 Có mối quan hệ thâm tình với Trịnh Thục Mai 10 năm trước nhận chỉ thị của Trần Lệ Quần mà gia nhập tổ nghe lén phòng tình báo hình sự. ngầm điều tra Từ Thiên Đường 9 năm trước là nội gián của Trác Khải, bị Đàm Triệu Long gài bom nổ chết Tập 14 nhật ký rơi vào tay Trịnh Thục Mai Chỉ xuất hiện trong hồi ức (từ tập 12) Xem thêm Sứ đồ hành giả 2 |
| Triệu Lạc Hiền            |                   | Cảnh sát tổ nghe lén CIB (10 năm trước) Cấp trên cũ của Từ Thiên Đường, Trương Ngọc Tuyên (Tập 13, 23) |
| Tô Trác Ân                |                   | Thành viên tổ nghe lén CIB (Tập 13, 23) |
| Quách Hạo Hoàng           |                   | Thành viên tổ nghe lén CIB (Tập 13, 23) |
| Lê Văn Kiệt               |                   | Thành viên tổ nghe lén CIB (Tập 13, 23) |
| Phó Khải Hào              |                   | Thành viên tổ nghe lén CIB (Tập 13, 23) |

#### Các bộ phận khác
| Diễn viên         | Vai diễn         | Biệt danh/ Mối quan hệ |
| ----------------- | ---------------- | --- |
| Cung Từ Ân        | Phạm Hiểu Hoa    | Fanny, madam Fan Tổng cảnh ti phòng điều tra tội án thương nghiệp Vợ của Nhậm Thượng Vũ Cấp dưới của Trần Lệ Quần Vì tìm kiếm trái tim thích hợp cho chồng mà câu kết với Hàn Kiến Nghĩa Tập 6 bắt giữ Đậu Á Hi, yêu cầu phía cảnh sát thả Hàn Kiến Nghĩa, cuối cùng bị bắt Tập 8 ở trong tù tự sát thất bại |
| Tăng Vĩ Quyền     | Nhậm Thượng Vũ   | Sếp Nhậm, thiết thám Tổng cảnh ti phòng điều tra khiếu nại và nội bộ Chồng của Phạm Hiểu Hoa Từng làm tổng thanh tra điểm O Có bệnh tim, lên lịch phẫu thuật ghép tim Tập 6 bị Hàn Kiến Nghĩa bắn chết |
| Viên Trấn Nghiệp  | Lữ Hợp Tinh      | Sếp Lữ Tổng thanh tra phòng điều tra tội án có tổ chức và tam hợp hội (Điểm O) Chồng của Quảng Mỹ Liên Cha nuôi của Lữ Chính Thực Bất hòa với Tiết Gia Cường, sau đó làm hòa Ra mắt ở tập 11 Tập 22 vì cướp lại sổ Sùng Liên mà bị bắn thương cột sống, cũng biết đươc Tiết Gia Cường là nằm vùng            |
| La Vân Long       |                  | Cảnh ti cao cấp điểm O Cấp dưới của Trần Lệ Quần |
| Dương Chứng Hoa   |                  | Cảnh quan cao cấp tổ B điểm O Cấp dưới của Trần Lệ Quần |
| Lý Thiện Hằng     |                  | Cảnh quan cao cấp bộ hình sự Cấp dưới của Trần Lệ Quần |
| Phan Quán Lâm     |                  | Cảnh quan cao cấp bộ hình sự Cấp dưới của Trần Lệ Quần |
| Phương Tuấn       |                  | Cảnh quan cao cấp bộ hình sự Cấp dưới của Trần Lệ Quần |
| Ngũ Khánh Hoa     |                  | Cảnh quan cao cấp bộ hình sự Cấp dưới của Trần Lệ Quần |
| Trần Nặc Trung    |                  | Cảnh viên điểm O Cấp dưới của Lữ Hợp Tinh |
| Chung Quân Dương  | Chung Quân Dương | Cảnh viên điểm O Cấp dưới của Lữ Hợp Tinh |
| Phùng Bách Nghiêu |                  | Cảnh viên điểm O Cấp dưới của Lữ Hợp Tinh |
| Liêu Gia Tước     |                  | Cảnh viên điểm O Cấp dưới của Lữ Hợp Tinh |
| Chu Lạc Danh      | Đới Đức Quảng    | Tổng thanh tra phòng điều tra khiếu nại và nội bộ Trực thuộc phòng điều tra nội bộ (Tập 4, 13, 30) |
| Ngô Tử Xung       |                  | Cảnh viên phòng điều tra khiếu nại và nội bộ Cấp dưới của Đới Đức Quảng (Tập 4, 13, 30) |
| Lâm Tuệ Quân      |                  | Trợ thủ của Trần Lệ Quần (Tập 6, 18) |
| Trần Tiễn Hạo     |                  | Cảnh viên (Tập 8, cảnh bị xóa bỏ) |
| Ngô Tinh Trù      |                  | Cảnh viên điểm O (10 năm trước) (tập 15) |
| Thi Trác Nhật     |                  | Cảnh viên điểm O (10 năm trước) (tập 15) |
| Tiêu Văn Nặc      |                  | Thám viên phòng điều tra nội bộ Cấp dưới của Đới Đức Quảng (tập 30) |

### Cục bảo an
| Diễn viên     | Vai diễn | Biệt danh/ Mối quan hệ |
| ------------- | -------- | --- |
| Âu Hiên Vĩ    |          | Cục trưởng cục bảo an Cấp trên của Tô Tử An |
| Lý Quốc Lân   | Tô Tử An | Phó cục trưởng Tô, sếp Tô Phó cục trưởng cục bảo an Cấp trên của Vi Tác Vinh Cha của Tô Miễu Miễu Sư phụ của Trần Lệ Quần, hiện đã phản bội 10 năm trước là tổng cảnh ti phòng khiếu nại, 5 năm sau làm sở trưởng sở hành động Nhiều năm đến nay là hắc cảnh trong cảnh đội, buôn bán thân phận của trẻ em đã chết Tập 6 thay thế phòng tình báo hình sự mà thành lập SIA Tập 26 ngộ sát con gái, sau đó giá họa cho Từ Thiên Đường Tập 29 bị bắt Tập 37 phát hiện ung thư phổi cũng cùng Trần Lệ Quần làm lành |
| Lý Hoằng Tình |          | Trợ thủ của Tô Tử An (tập 6, 18) |

#### Bộ phận tình báo an toàn (SIA)
- Giải tán vào tập 37

| Diễn viên                | Vai diễn       | Biệt danh/ Mối quan hệ |
| ------------------------ | -------------- | --- |
| Châu Hiếu Long (Thơ ấu)  | Ngụy Đức Lễ    | Sếp Vi, cậu Vinh (Vi Kiệt, Trác Khải gọi) Phản diện lớn cuối cùng của phim Tên giả: Vi Tác Vinh, Klein (Khắc Lai Ân) Quan điều tra cấp cao nhất của cục bảo an Cựu thanh tra/ cựu hình cảnh Quốc tế Cấp dưới của Tô Tử An Cấp trên của Từ Thiên Đường Yêu thầm Chương Kỷ Tư, tập 27 trở thành bạn trai của cô Bề ngoài là con trai của Vi Kiệt, thật ra là con riêng của Ngụy Tùng Sơn Lúc còn nhỏ đã bị Ngụy Trường Hưng an bài sinh sống với thân phận Vi Tác Vinh Vừa là địch vừa là bạn với Tiết Gia Cường, sau đó phản bội 15 năm trước lúc nhậm lúc cảnh viên bắn chết cha của Chương Kỷ Tư, nhiều năm đến nay chuyển tiền cho hai chị em cô ấy coi như tiền thuốc men, cũng dần dần yêu cố ấy Tập 2 bắt đầu giả danh người môi giới trong cơ quan chợ đen quốc tế cùng hợp tác với Hàn Kiến Nghĩa, cũng lôi kéo Tiết Gia Cường và Đàm Hoan Hỉ trong hành động Tập 12 cùng Đàm Hoan Hỉ giúp Cửu Chỉ Cường chọn chổ ngồi, muốn đưa người này biến thành con rối của SIA Tập 24 khôi phục ký ức thuộc về Ngụy Đức Lễ, diệt khẩu Ngụy Tiến Phong, Ân Thiên Hiệp và Brown Tập 30 tiếp quản và tổ chức lại phòng tình báo hình sự Tập 37 trong lúc đang chống trả Tiết Gia Cường bị bắn chết, bề ngoài giống như bị đối phương bắn chết, nhưng thật ra là bị một tay bắn tỉa thần bí bắn chết Xem thêm Sứ đồ hành giả 2, Eternity |
| Dư Đức Thừa (Thanh niên) | Ngụy Đức Lễ    | Sếp Vi, cậu Vinh (Vi Kiệt, Trác Khải gọi) Phản diện lớn cuối cùng của phim Tên giả: Vi Tác Vinh, Klein (Khắc Lai Ân) Quan điều tra cấp cao nhất của cục bảo an Cựu thanh tra/ cựu hình cảnh Quốc tế Cấp dưới của Tô Tử An Cấp trên của Từ Thiên Đường Yêu thầm Chương Kỷ Tư, tập 27 trở thành bạn trai của cô Bề ngoài là con trai của Vi Kiệt, thật ra là con riêng của Ngụy Tùng Sơn Lúc còn nhỏ đã bị Ngụy Trường Hưng an bài sinh sống với thân phận Vi Tác Vinh Vừa là địch vừa là bạn với Tiết Gia Cường, sau đó phản bội 15 năm trước lúc nhậm lúc cảnh viên bắn chết cha của Chương Kỷ Tư, nhiều năm đến nay chuyển tiền cho hai chị em cô ấy coi như tiền thuốc men, cũng dần dần yêu cố ấy Tập 2 bắt đầu giả danh người môi giới trong cơ quan chợ đen quốc tế cùng hợp tác với Hàn Kiến Nghĩa, cũng lôi kéo Tiết Gia Cường và Đàm Hoan Hỉ trong hành động Tập 12 cùng Đàm Hoan Hỉ giúp Cửu Chỉ Cường chọn chổ ngồi, muốn đưa người này biến thành con rối của SIA Tập 24 khôi phục ký ức thuộc về Ngụy Đức Lễ, diệt khẩu Ngụy Tiến Phong, Ân Thiên Hiệp và Brown Tập 30 tiếp quản và tổ chức lại phòng tình báo hình sự Tập 37 trong lúc đang chống trả Tiết Gia Cường bị bắn chết, bề ngoài giống như bị đối phương bắn chết, nhưng thật ra là bị một tay bắn tỉa thần bí bắn chết Xem thêm Sứ đồ hành giả 2, Eternity |
| Mã Quốc Minh             | Ngụy Đức Lễ    | Sếp Vi, cậu Vinh (Vi Kiệt, Trác Khải gọi) Phản diện lớn cuối cùng của phim Tên giả: Vi Tác Vinh, Klein (Khắc Lai Ân) Quan điều tra cấp cao nhất của cục bảo an Cựu thanh tra/ cựu hình cảnh Quốc tế Cấp dưới của Tô Tử An Cấp trên của Từ Thiên Đường Yêu thầm Chương Kỷ Tư, tập 27 trở thành bạn trai của cô Bề ngoài là con trai của Vi Kiệt, thật ra là con riêng của Ngụy Tùng Sơn Lúc còn nhỏ đã bị Ngụy Trường Hưng an bài sinh sống với thân phận Vi Tác Vinh Vừa là địch vừa là bạn với Tiết Gia Cường, sau đó phản bội 15 năm trước lúc nhậm lúc cảnh viên bắn chết cha của Chương Kỷ Tư, nhiều năm đến nay chuyển tiền cho hai chị em cô ấy coi như tiền thuốc men, cũng dần dần yêu cố ấy Tập 2 bắt đầu giả danh người môi giới trong cơ quan chợ đen quốc tế cùng hợp tác với Hàn Kiến Nghĩa, cũng lôi kéo Tiết Gia Cường và Đàm Hoan Hỉ trong hành động Tập 12 cùng Đàm Hoan Hỉ giúp Cửu Chỉ Cường chọn chổ ngồi, muốn đưa người này biến thành con rối của SIA Tập 24 khôi phục ký ức thuộc về Ngụy Đức Lễ, diệt khẩu Ngụy Tiến Phong, Ân Thiên Hiệp và Brown Tập 30 tiếp quản và tổ chức lại phòng tình báo hình sự Tập 37 trong lúc đang chống trả Tiết Gia Cường bị bắn chết, bề ngoài giống như bị đối phương bắn chết, nhưng thật ra là bị một tay bắn tỉa thần bí bắn chết Xem thêm Sứ đồ hành giả 2, Eternity |
| Viên Vỹ Hào              | Từ Thiên Đường | Sếp Từ, anh Thiên Đường Viên tình báo cao cấp của cục bảo an Cấp dưới của Vi Tác Vinh Cấp dưới cũ của Trác Khải Bạn tốt chung nhà của Trịnh Thục Mai, sau đó trở thành chồng chưa cưới Bạn trai cũ của Trương Ngọc Tuyên Thiên địch của Ngụy Đức Lễ Từng nhậm chức nhân viên cảnh vụ nằm vùng, sau đó làm hình cảnh quốc tế 2 năm Ra mắt ở tập 6, cũng được Vi Tác Vinh mời gia nhập SIA Tập 14 tiếp cận Tô Miễu Miễu, trở thành bạn trai của cô ấy, thực tế là ngầm điều tra Tô Tử An Tập 26 gia nhập hành động ảnh võ giả, nhưng vì bị giá họa giết hại Tô Miễu Miễu mà bị bắt Tập 29 biết được Trịnh Thục Mai bị bắn sau đó ở trong phòng tạm giam tự làm mình bị thương, để đến bệnh viên thăm Trịnh Thục Mai Tập 30 vô tội được thả Tập 34 cầu hôn Trịnh Thục Mai Tập 35 trước lúc Trịnh Thục Mai mất, đeo nhẫn cho cô ấy Tập 37 có đề cập muốn đến Trung Đông và những nơi khác, du lịch khắp nơi để cảm nhận những thứ cô ấy đã từng trải qua Xem thêm Sứ đồ hành giả 2 |
| Chương Cảnh Hằng         |                | Viên tình báo cục bảo an |
| Huỳnh Vinh Sân           |                | Viên tình báo cục bảo an |
| Mã Tuấn Kiệt             | Mã Tuấn Kiệt   | Viên tình báo cục bảo an |
| Đặng Gia Kiệt            | Đặng Gia Kiệt  | Viên tình báo cục bảo an |
| Hà Tấn Lạc               |                | Viên tình báo cục bảo an |
| Trần Vĩ Hồng             |                | Viên tình báo cục bảo an |
| Trần Tuấn Kiên           | Tần Gia Kiệt   | Viên tình báo cục bảo an |
| Huỳnh Khải Kỳ            |                | Thư ký mật của Vi Tác Vinh (tập 9, 11, 26, 30－31, 33, 35－37) |

### Sùng Liên Xã
| Diễn viên         | Vai diễn                        | Biệt danh/ Mối quan hệ |
| ----------------- | ------------------------------- | --- |
| Lý Thành Xương    | Vi Kiệt                         | Vi Gia Long đầu sáng lập Sùng Liên Xã Cha của Vi Tác Vinh Cha nuôi của Bàng Hạo Dương Đã vào tù 30 năm Vốn hận Trác Khải giết hại con trai của mình, sau đó biết được con trai vẫn còn sống mà cùng Trác Khải xóa bỏ hiềm khích trước kia Tập 9 nhờ Trác Khải giúp Bàng Hạo Dương giành chiếc ghế chủ quản Tập 11 bị Vi Tác Vinh mua chuộc Trần Phúc Thụ tấn công trong tù mà bị thương, sau đó bình phục Tập 17 ra tù Tập 26 vì Bàng Hạo Dương bị bắt mà lần nữa tiếp quản Sùng Liên Tập 37 bị Ngụy Đức Lễ bắn chết |
| Trần Vinh Tuấn    | Liêm Gia                        | Sư gia của Sùng Liên Xã Thân tín của Vi Kiệt Phụ trách công việc thường ngày của xã đoàn |
| Bạch Bưu          | Anh Đại Huy                     | Đại chưởng quỹ của Sùng Liên Xã Thân tín của Vi Kiệt Phụ trách quản lí sổ sách của xã đoàn |
| Trương Chấn Lãng  | Bàng Hạo Dương                  | Anh Hạo Dương, Phó Nhai Dương (Lưu Vĩnh Lộc hay gọi) Người cầm đầu Sùng Liên Xã Ông chủ công ty kỹ thuật thông tin Con nuôi của Vi Kiệt Bạn trai của Đậu Á Hi, tập 21 tan vỡ, tập 37 làm hòa Kinh doanh sòng bạc mạng Kim Phả La, biết cách phạm tội trên mạng Một trong những người tranh giành ghế chủ quản, muốn xã đoàn cải tà quy chính Ra mắt ở tập 6 Tập 18 thành công được bầu làm long đầu Tập 21 phát hiện thân phận nằm vùng của Đậu Á Hi, sau đó bị bắt                                                  |
| Đới Diệu Minh     | Lưu Vĩnh Lộc                    | Phù Lục Người cầm đầu Sùng Liên Xã Một trong những người tranh giành ghế chủ quản Nhắm vào Bàng Hạo Dương Sùng bái Tiết Gia Cường Chủ yếu kinh doanh chuồng ngựa, thực ra sau đó lại kinh doanh sòng bạc mạng Mô hình Ponzi Tập 12 bị bắt |
| Tiễn Hạo Anh      | Cửu Chỉ Cường (Cường chín ngón) | anh Cửu, Cẩu Thỉ Cường (Cường phân chó) Người cầm đầu Sùng Liên Xã Một trong những người tranh giành ghế chủ quản, hợp tác với Đàm Hoan Hỉ Vào 10 năm trước giúp bang Cát Vận buôn ma túy, sau đó bang hội này tan rã về Hong Kong Tập 12 trộm lấy lợi ích của của Lưu Vĩnh Lộc Tập 14 cuộc tranh cử ban đầu bị vạch trần, tranh cử vô hiệu Tập 19 bề ngoài là bị Ân Thiên Hiệp giết hại, thật ra là đựoc trốn vào nhà an toàn Xem thêm Sứ đồ hành giả 2                                                             |
| Lâm Kính Cương    | Lưu Lực                         | A Lực, anh Lực Người cầm đầu Sùng Liên Xã Một trong những người tranh giành ghế chủ quản Vào 10 năm trước là ngựa đầu của Cửu Chỉ Cường Tập 12 lùi cuộc tranh cử, thu lợi ích thuộc về mình dưới danh nghĩa Cửu Chỉ Cường, làm cho tổng thu nhập của Cửu Chỉ Cường nhiều hơn Bàng Hạo Dương Xem thêm Sứ đồ hành giả 2 |
| Lý Phong          | Chị Phong                       | Người cầm đầu Sùng Liên Xã Hiện ở Canada nhiều hơn, thỉnh thoảng về Hong Kong |
| Thiệu Trác Nghiêu | Anh Nghiêu                      | Người cầm đầu Sùng Liên Xã |
| Trương Dực Hòa    | Anh Hòa                         | Người cầm đầu Sùng Liên Xã Người nắm quyền Tướng Quân Áo |
| Thái Vĩ Tân       | Anh Kê                          | Người cầm đầu Sùng Liên Xã Trùm Tân Giới |
| Lâm Tuấn Kiệt     | Sài Đầu                         | Người cầm đầu Sùng Liên Xã Kinh doanh hàng lậu |
| Lâm Cảnh Trình    | Trình Cảnh Lâm                  | King Thành viên của Sùng Liên Xã Cánh tay đắc lực của Bàng Hạo Dương |
| Huỳnh Vĩ Đường    | Đặng Vĩnh Trung                 | Đôn Trung Thành viên của Sùng Liên Xã Cánh tay đắc lực của Lưu Vĩnh Lộc Tập 12 bị bắt Tập 14 bị vạch trần bị Cửu Chỉ Cường thu mua đóng cửa trình tự bảo an của sòng bạc mạng dưới trướng Lưu Vĩnh Lộc |
| Ngũ Lễ Khiên      | Kê Thận (Thận gà)               | Thành viên của Sùng Liên Xã Cánh tay đắc lực của Lưu Vĩnh Lộc Tập 12 bị bắt |
| Chu Tử Nhiêu      | Đạn Cung                        | Thành viên của Sùng Liên Xã Cánh tay đắc lực của Cửu Chỉ Cường |
| Huỳnh Diệu Văn    | Phốc Khắc                       | Thành viên của Sùng Liên Xã Cánh tay đắc lực của Cửu Chỉ Cường |
| Tăng Hải Xương    | Phúc Kiến Tử (Thằng Phúc Kiến)  | Thành viên của Sùng Liên Xã Cánh tay đắc lực của Lưu Vĩnh Lộc |
| Ổ Gia Tuấn        | Sa Băng (Sinh tố)               | Thành viên của Sùng Liên Xã Cánh tay đắc lực của Lưu Vĩnh Lộc |
| Thái Tư Bối       | Đậu Á Hi                        | A Đâu, Bắc Kỳ Bối Thám viên nằm vùng CIB Người chia bài ở sòng bạc mạng phi pháp Nhiệm vụ là trà trộn vào Sùng Liên Xã và tiếp cận Bàng Hạo Dương, nhưng trong hành động dần yêu đối phương Xem thêm Phòng tình báo hình sự |
| Kế Tường Long     | Cố Chí Hào                      | Thành viên của Sùng Liên Xã Thủ hạ trong tù của Vi Kiệt |
| Trần Kiếm Huy     | Hứa Thế Nam                     | Thành viên của Sùng Liên Xã Thủ hạ trong tù của Vi Kiệt |
| Huỳnh Diệu Anh    | Dương Lập Quả                   | Thành viên của Sùng Liên Xã Thủ hạ trong tù của Vi Kiệt |
| Phùng Bách Nhiên  | Lưu Nam                         | Thành viên của Sùng Liên Xã Thủ hạ trong tù của Vi Kiệt |
| Trương Dực Đông   |                                 | Người phụ trách võng ba của Sùng Liên Xã Thủ hạ của Bàng Hạo Dương |
| Ngô Bội Long      |                                 | Thành viên của Sùng Liên Xã Thủ hạ của Bàng Hạo Dương |
| Huỳnh Nhuận Thành |                                 | Thành viên của Sùng Liên Xã Thủ hạ của Bàng Hạo Dương |
| Huỳnh Trác Uy     |                                 | Thành viên của Sùng Liên Xã Thủ hạ của Bàng Hạo Dương |
| Lý Gia Tấn        |                                 | Thành viên của Sùng Liên Xã Thủ hạ của Bàng Hạo Dương |
| Châu Gia Toàn     |                                 | Thành viên của Sùng Liên Xã Thủ hạ của Bàng Hạo Dương |
| Lâm Hạo Văn       |                                 | Thành viên của Sùng Liên Xã Thủ hạ của Bàng Hạo Dương |
| Trâu Triệu Đình   |                                 | Thành viên của Sùng Liên Xã Thủ hạ của Lưu Vĩnh Lộc (tập 9) |
| Âu Dương Phong    |                                 | Thành viên của Sùng Liên Xã Thủ hạ của Lưu Vĩnh Lộc (tập 9) |
| Châu Cẩm Bằng     |                                 | Thành viên của Sùng Liên Xã Thủ hạ của Lưu Vĩnh Lộc (tập 9) |
| Tiêu Bách Thành   |                                 | Thành viên của Sùng Liên Xã Thủ hạ của Lưu Vĩnh Lộc (tập 9) |
| Lý Tử Khiêm       |                                 | Thành viên của Sùng Liên Xã Thủ hạ của Lưu Vĩnh Lộc (tập 9) Thủ hạ của Cửu Chỉ Cường (tập 17) |

### Nhà họ Trác
| Diễn viên     | Vai diễn      | Biệt danh/ Mối quan hệ |
| ------------- | ------------- | --- |
| Miêu Kiều Vỹ  | Trác Khải     | Sếp Trác, anh Khải Ông chủ tiệm cà phê Cựu tổng cảnh ti phòng tình báo hình sự/ Cựu thanh tra cao cấp/ Cựu người liên lạc nằm vùng Chồng của Mạc Tiễn Tình Cấp trên cũ của Tiết Gia Cường, Từ Thiên Đường và Trịnh Thục Mai, từ tập 9 trở thành sư phụ của Trịnh Thục Mai Người liên lạc cũ của Vương Vĩnh Tường, Trương Ngọc Tuyên Bạn tốt của Lâm Bảo Cương, tập 37 được hắn cứu Thiên địch của Ngụy Đức Lễ Tốt nghiệp trường cảnh sát cùng với Lương Kiện Bang Vừa là địch vừa là bạn với Đàm Hoan Hỉ Tập 4 đi trộm tội chứng của Phạm Hiểu Hoa đưa cho cô ta mà có gan để hiến và cứu mạng vợ mình là Mạc Tiễn Tình Tập 9 nhận ủy thác của Vi Kiệt mà hỗ trợ Bàng Hạo Dương giành ghế chủ quản, cũng gia nhập làm cố vấn cho công ty kỹ thuật thông tin dưới trướng Sùng Liên Xã Tập 25 gia nhập hành động ảnh võ giả, đảm nhiệm chỉ huy Tập 37 một lần nữa lấy thân phận cố vấn gia nhập phòng tình báo hình sự và tổ chức lại CIB Xem thêm Sứ đồ hành giả, Sứ đồ hành giả 2 |
| Giang Mỹ Nghi | Mạc Tiễn Tình | Katie, Mạc Cao Kiểm Quan kiểm khống cao cấp luật chính tư Vợ của Trác Khải Có bệnh xơ gan, tập 4 được Phạm Hiểu Hoa hiến gan cứu mạng Tập 8 vì nhiều lần quên uống thuốc dẫn đến hội chứng gan thận, chết trong vòng tay Trác Khải Xem thêm Sứ đồ hành giả |

### Eternity
- Vào tập 37 bị tan rã

| Diễn viên                | Vai diễn        | Biệt danh/ Mối quan hệ |
| ------------------------ | --------------- | --- |
| Châu Hiếu Long (thơ ấu)  | Ngụy Đức Lễ     | Klein Phản diện lớn cuối cùng của phim Tên giả: Vi Tác Vinh Chủ mưu phía sau Eternity Ông chủ phía sau Infinity Cháu nội của Ngụy Trường Hưng Con riêng của Ngụy Tùng Sơn Em trai cùng cha khác mẹ của Ngụy Đức Tín Thiên địch của Tiết Gia Cường, Trác Khải, Từ Thiên Đường,Trịnh Thục Mai, Đàm Hoan Hỉ Yêu thầm Chương Kỷ Tư, tập 27 trở thành bạn trai của cô ấy Trường Hưng tan rã sau đó thành lập Eternity và thề báo thù cho gia tộc Hai năm trước vì che dấu thân phận mà thôi miên bản thân, quên đi thân phận thật sự của bản thân Tập 24 khôi phục ký ức thuộc về Ngụy Đức Lễ Tập 29 tiêu hủy chứng cứ về việc chiếm đoạt thân phận trẻ em đã chết, một lòng muốn làm Vi Tác Vinh và từ bỏ phục hưng Trường Hưng Tập 32 vì thấy cha mình vì tiền bán rẻ nhà họ Ngụy mà quyết định một lần nữa thực hiện kế hoạch lớn của mình Tập 37 trong lúc đang chống trả Tiết Gia Cường bị bắn chết, bề ngoài giống như bị đối phương bắn chết, nhưng thật ra là bị một tay bắn tỉa thần bí bắn chết Xem thêm Sứ đồ hành giả 2 , Bộ phận tình báo an toàn |
| Dư Đức Thừa (thanh niên) | Ngụy Đức Lễ     | Klein Phản diện lớn cuối cùng của phim Tên giả: Vi Tác Vinh Chủ mưu phía sau Eternity Ông chủ phía sau Infinity Cháu nội của Ngụy Trường Hưng Con riêng của Ngụy Tùng Sơn Em trai cùng cha khác mẹ của Ngụy Đức Tín Thiên địch của Tiết Gia Cường, Trác Khải, Từ Thiên Đường,Trịnh Thục Mai, Đàm Hoan Hỉ Yêu thầm Chương Kỷ Tư, tập 27 trở thành bạn trai của cô ấy Trường Hưng tan rã sau đó thành lập Eternity và thề báo thù cho gia tộc Hai năm trước vì che dấu thân phận mà thôi miên bản thân, quên đi thân phận thật sự của bản thân Tập 24 khôi phục ký ức thuộc về Ngụy Đức Lễ Tập 29 tiêu hủy chứng cứ về việc chiếm đoạt thân phận trẻ em đã chết, một lòng muốn làm Vi Tác Vinh và từ bỏ phục hưng Trường Hưng Tập 32 vì thấy cha mình vì tiền bán rẻ nhà họ Ngụy mà quyết định một lần nữa thực hiện kế hoạch lớn của mình Tập 37 trong lúc đang chống trả Tiết Gia Cường bị bắn chết, bề ngoài giống như bị đối phương bắn chết, nhưng thật ra là bị một tay bắn tỉa thần bí bắn chết Xem thêm Sứ đồ hành giả 2 , Bộ phận tình báo an toàn |
| Mã Quốc Minh             | Ngụy Đức Lễ     | Klein Phản diện lớn cuối cùng của phim Tên giả: Vi Tác Vinh Chủ mưu phía sau Eternity Ông chủ phía sau Infinity Cháu nội của Ngụy Trường Hưng Con riêng của Ngụy Tùng Sơn Em trai cùng cha khác mẹ của Ngụy Đức Tín Thiên địch của Tiết Gia Cường, Trác Khải, Từ Thiên Đường,Trịnh Thục Mai, Đàm Hoan Hỉ Yêu thầm Chương Kỷ Tư, tập 27 trở thành bạn trai của cô ấy Trường Hưng tan rã sau đó thành lập Eternity và thề báo thù cho gia tộc Hai năm trước vì che dấu thân phận mà thôi miên bản thân, quên đi thân phận thật sự của bản thân Tập 24 khôi phục ký ức thuộc về Ngụy Đức Lễ Tập 29 tiêu hủy chứng cứ về việc chiếm đoạt thân phận trẻ em đã chết, một lòng muốn làm Vi Tác Vinh và từ bỏ phục hưng Trường Hưng Tập 32 vì thấy cha mình vì tiền bán rẻ nhà họ Ngụy mà quyết định một lần nữa thực hiện kế hoạch lớn của mình Tập 37 trong lúc đang chống trả Tiết Gia Cường bị bắn chết, bề ngoài giống như bị đối phương bắn chết, nhưng thật ra là bị một tay bắn tỉa thần bí bắn chết Xem thêm Sứ đồ hành giả 2 , Bộ phận tình báo an toàn |
| Trần Chí Kiện            | Ngụy Tiến Phong | Ông Ngụy, A Phong Tên giả: Thái Lợi Tư Chủ mưu phía trước của Eternity Đại diện của Ngụy Đức Lễ Khoảng thời gian Ngụy Đức Lễ bị thôi miên, thay thế xử lý công việc Ra mắt tập 20, lấy thân phận là ông chủ Infinity cùng Bàng Hạo Dương bàn chuyện thu mua Tập 24 nghĩ mọi biện pháp giúp Ngụy Đức Lễ hồi phục ký ức, cuối cùng bị hắn diệt khẩu |
| Trịnh Tắc Sĩ             | Tân Chí Kiên    | Anh Kiên Một trong những người sáng lập Trường Hưng Người cầm đầu bộ phận nước ngoài của Eternity 30 năm trước bị Ngụy Trường Hưng ép di cư qua New Zealand Trường Hưng tan rã sau đó được Ngụy Tiến Phong mời gia nhập Eternity, sau đó vẫn muốn vược dậy Trường Hưng Sau khi Ngụy Tiến Phong chết, toàn bộ Eternity rơi vào trong tay Tập 31 trở về Hong Kong khai triển kế hoạch lớn Tập 34 biết đựoc Vi Tác Vinh là Ngụy Đức Lễ, cuối cùng bị hắn bắn chết (Diễn xuất đặc biệt) |
| Tăng Thuấn Hy            | Ân Thiên Hiệp   | Madman, A Hiệp Sát thủ của Eternity, thật ra là nằm vùng của phía cảnh sát New Zealand Vì Madman thật đã bị bắt giam nên giả mạo thân phận trà trộn vào Eternity, nhiệm vụ là tìm ra chủ mưu phía sau Ra mắt tập 18 Tập 21 tiết lộ thân phận thật sự của bản thân cho Tiết Gia Cường, Trác Khải, Đàm Hoan Hỉ Tập 24 bề ngoài là bị Ngụy Đức Lễ bắn chết Tập 37 tiết lộ thực tế là được Bỉnh Cao cứu về, cũng theo đó vạch trần anh ấy không phải Ân Thiên Hiệp cũng không phải Madman, thân phận thật vẫn đang bí mật (Diễn xuất đặc biệt) |
| Trình Hạo (Thanh niên)   | Chương Kỷ Hoằng | Wendy Chuyên gia số liệu khoa học Chủ trung tâm số liệu lớn "The Core" Con gái lớn của Trương Bính Dũng Chị của Chương Kỷ Tư Đối tác của Infinity Ra mắt ở tập 30, biết thân phận thật sự của Vi Tác Vinh, theo sau trợ giúp người này và Eternity Tập 36 bị Ngụy Đức Lễ gài bom suýt chết, sau đó gặp phải thủ hạ của người này rồi bị tiêm thuốc độc, vì nhiễm virut mà chết |
| Khang Hoa                | Chương Kỷ Hoằng | Wendy Chuyên gia số liệu khoa học Chủ trung tâm số liệu lớn "The Core" Con gái lớn của Trương Bính Dũng Chị của Chương Kỷ Tư Đối tác của Infinity Ra mắt ở tập 30, biết thân phận thật sự của Vi Tác Vinh, theo sau trợ giúp người này và Eternity Tập 36 bị Ngụy Đức Lễ gài bom suýt chết, sau đó gặp phải thủ hạ của người này rồi bị tiêm thuốc độc, vì nhiễm virut mà chết |
| Quách Tử Hào             | A Tiển          | Thủ hạ của Ngụy Đức Lễ Vốn là trợ thủ của Chương Kỷ Hoằng Tập 36 bắt đầu làm việc cho Ngụy Đức Lễ, bán đứng Chương Kỷ Hoằng Tập 37 bị Từ Thiên Đường bắn chết |
| Dịch Vũ Hàng             | Brown           | Thầy thôi miên Phụ trách thôi miên Ngụy Đức Lễ, cho phép anh ta quên đi ký ức và thân phận thuộc về Ngụy Đức Lễ, trở thành Vi Tác Vinh Tập 24 bị Ngụy Đức Lễ diệt khẩu |
| La Hạo Minh              | A Hổ            | Cánh tay đắc lực của Tân Chí Kiên Quán quân cuộc thi bắn súng Quốc tế Có một con gái Tập 34 vì Tân Chí Kiên đỡ đạn của Ngụy Đức Lễ mà bỏ mạng, trước khi chết đưa súng cho Tân Chí Kiên để đánh trả |
| Lý Quân Nghiên           | A Tử            | Cánh tay đắc lực của Tân Chí Kiên Tập 34 bị Ngụy Đức Lễ bắn chết |
| Lư Tuấn Phong            | A Trung         | Thủ hạ của Tân Chí Kiên |
| Lý Thiệu Kiên            | Lý Tử           | Thủ hạ của Tân Chí Kiên |
| Trịnh Vịnh Khiêm         |                 | Thủ hạ của Ngụy Tiến Phong Tập 24 bị Ngụy Đức Lễ diệt khẩu |
| Trịnh Diễn Phong         |                 | Thủ hạ của Ngụy Tiến Phong Tập 24 bị Ngụy Đức Lễ diệt khẩu |
| Hầu Kiến Dân             |                 | Sát thủ Tập 34 sát hại Trịnh Thục Mai Tập 36 sát hại Chương Kỷ Hoằng, cuối cùng bị Từ Thiên Đường giết chết |

### Tiệm massage chân Hảo Ý Đầu
| Diễn viên    | Vai diễn       | Biệt danh/ Mối quan hệ |
| ------------ | -------------- | --- |
| Lâm Phong    | Tiết Gia Cường | Bạo Seed Ông chủ tiệm massage chân Hảo Ý Đầu Xem thêm Sứ đồ hành giả, Phòng tình báo hình sự |
| Hà Viễn Đông | Mai Sĩ Quý     | A Quý, anh Quý, Môi Thỉ Quỷ (Quỷ phân than) Đại tổng quản kiêm kỷ sư của tiệm massage chân Hảo Ý Đầu Bạn tốt của Tiết Gia Cường Ra mắt ở tập 7 |
| Lâm Tuyên Dư | Lam Nam        | Bác sĩ Lam Hoa kiều Malaysia Sư phụ trật đả của tiệm massage chân Hảo Ý Đầu Chị của Lam Đống Yêu thầm Tiết Gia Cường Ra mắt ở tập 7, vì không có giấy phép mà tạm thời không thể tiếp quản tiệm trật đả của gia tộc, nên được Tiết Gia Cường mời về làm việc cho tiệm massage chân Tập 36 vì cứu Tiết Gia Cường mà bị bắn chết |

### Các diễn viên khác
| Diễn viên          | Vai diễn         | Biệt danh/ Mối quan hệ |
| ------------------ | ---------------- | --- |
| Huỳnh Thúy Như     | Trịnh Thục Mai   | A Mai, chị Mai, Chính Mai (Em gái ngon) (Từ Thiên Đường hay gọi) Ký giả mạng nổi tiếng Quốc tế Cựu cảnh viên nằm vùng phòng tình báo hình sự Cấp dưới cũ kiêm đồ đệ của Trác Khải Bạn tốt chung nhà của Từ Thiên Đường, sau đó trở thành vợ chưa cưới Sư tỷ của Tiết Gia Cường Thiên địch của Ngụy Đức Lễ Ra mắt ở tập 3 Tập 9 vì hỗ trợ Bàng Hạo Dương giành chiếc ghế chủ quản mà gia nhập làm trợ thủ cố vấn của công ty kỹ thuật thông tin dưới trướng Sùng Liên Xã Tập 12 bắt đầu nhận được nhật ký nằm vùng hi sinh vì nhiệm vụ của một người nặc danh và âm thầm điều tra Từ Thiên Đường Tập 24 biết được người gửi nhật ký nằm vùng hi sinh vì nhiệm vụ là Trần Lệ Quần Tập 26 gia nhập hành động ảnh võ giả Tập 28 thu được chứng cứ chứng minh Từ Thiên Đường trong sạch mà Tô Tử An có ý đồ ra tay giá họa, nhưng bị thủ hạ của Tô Tử An bắn bị thương, sau hồi phục Tập 30 trở thành bạn gái của Từ Thiên Đường Tập 34 nhận lời cầu hôn của Từ Thiên Đường Tập 34 bị thủ hạ của Ngụy Đức Lễ châm kim độc vào người Tập 35 vì nhiễm virut mà chết Xem thêm Sứ đồ hành giả 2                                                                                                  |
| Hứa Thiệu Hùng     | Đàm Hoan Hỉ      | Anh Hoan Hỉ Tên giả: Yaya Furaha Chủ quản cũ của xã đoàn Hồng Anh và xã đoàn Phúc Hòa Cựu cảnh viên nằm vùng biến chất phòng tình báo hình sự Khi nói chuyện với người khác, thường lộ ra dáng vẻ tươi cười, thậm chí cười gian Lão đại cũ của Tiết Gia Cường, cũng là bạn tốt, còn biết đựoc thân phận nội gián của anh ta Lão đại cũ của Lạc Thiếu Phong Cha nuôi của Đinh Tiểu Gia Chồng của Diêu San San Cha của Đàm Lãng Tinh Thiên địch của Ngụy Đức Lễ Vừa là địch vừa là bạn của Trác Khải Kinh doanh hộ chiếu giả, buốn bán hộ khẩu Thái Không Lão đại phía sau của Cửu Chỉ Cường, hổ trợ người này tranh giành vị trí chủ quản Ba năm trước giả vờ bị Tiết Gia Cường bắn chết, sau khi tránh khỏi tai mắt của ông Tống thì đi đến nước khác Tập 1 trở về Hong Kong, sau đó bắt đầu âm thầm điều tra Eternity Tập 5 bắt đầu cùng Vi Tác Vinh hợp tác Tập 26 gia nhập hành động ảnh võ giả Tập 36 bị thủ hạ của Ngụy Đức Lễ châm kim độc vào người, may mắn nhờ ví tiền Trịnh Thục Mai tặng cản được mũi kim, chưa hoàn toàn tiêm vào cơ thể, sau đó phục hồi sức khỏe Tập 37 đề cập sẽ đến Trung Đông xây thêm trường học cho trẻ em Xem thêm Sứ đồ hành giả, Sứ đồ hành giả 2 |
| Tạ Khả Dật         | Châu Văn Đỉnh    | A Đỉnh, anh Đỉnh Cánh tay đắc lực của Đàm Hoan Hỉ Ba năm trước cứu Đàm Hoan Hỉ một mạng, sau đó một mạch theo phò trợ Hoản Hỉ |
| Phương Thiệu Thông | Lâm Bảo Cương    | Goblin (yêu tinh) Bạn tốt trong tù của Trác Khải Ba năm trước vì buôn bán ma túy đá mà vào tù Tập 1 ra tù sau đó trở thành nhân viên tiệm cà phê của Trác Khải cũng bắt đầu phối hợp giúp đỡ anh Tập 36 vì cứu Trác Khải mà bị chém chết |
| Trịnh Gia Sinh     | Tôn Đại Thánh    | Đại Thánh Gia Chủ quản của Kim Thanh Xã Anh em tốt của Lôi Siêu Bất hòa với Sùng Liên Xã Ra mắt ở tập 3 Tập 16 vì con gái được Đàm Hoan Hỉ cứu về mà hổ trợ Cửu Chỉ Cường tranh giành vị trí chủ quản Tập 32 bị bắt |
| Trương Bảo Nhi     | Quảng Mỹ Liên    | Lindy Bạn gái cũ của Bạo Seed, chia tay vì anh gia nhập xã hội đen Mẹ của Lữ Chính Trực Vợ quá cố của Lữ Hợp Tinh Qua đời trong một tai nạn giao thông, chỉ xuất hiện trong kí ức của Tiết Gia Cường, Lữ Hợp Tinh và Lữ Chính Trực (tập 11, 16, 19) |
| Triệu Khải Lam     | Lữ Chính Thực    | Chính Thực, nhóc Thực Con trai của Tiết Gia Cường, Quảng Mỹ Liên Con trai kế của Lữ Hợp Tinh Đội viên đội bóng đá Ba Ba Cầu Ra mắt ở tập 11 |
| Trịnh Khải         | Họa sĩ           | Sát thủ hắc bang Hội họa xuất sắc, vì vậy được đặt biệt danh là "Họa sĩ" Vì giết chết hơn 10 đối thủ mà bị phán tù chung thân Có liên quan đến việc mất tích của Đinh Tiểu Gia, yêu cầu Tiết Gia Cường cứu anh ra khỏi nhà tù (tập 1, 37) (Diễn xuất đặc biệt) |
| Diệp Thiến Văn     | Tô Miễu Miễu     | Melanie Con gái của Tô Tử An Là học sinh xuất sắc đạt danh hiệu “Thập ưu trạng nguyên” Thành viên của đội tuyển bơi lội đại diện Hồng Kông Tập 14, trở thành bạn gái của Từ Thiên Đường, nhưng anh tiếp cận cô với mục đích khác. Tập 26, phát hiện mình bị Từ Thiên Đường theo dõi, sau đó đồng ý giúp anh điều tra cha mình. Cuối cùng, bị cha mình Tô Tử An vô tình giết chết (xuất hiện trong các tập 14, 18–19, 26). |
| Vĩ Liệt            | Lôi Siêu         | Anh Siêu Song hoa hồng côn của Kim Thanh Xã Bạn tốt trong tù của Trác Khải (tập 1) |
| Lương Trạch Vũ     |                  | Thành viên của Kim Thanh Xã Thủ hạ trong tù của Lôi Siêu (tập 1) |
| Ngô Triển Hoa      |                  | Nhân viên trừng giáo (tập 1, 11, 17, 22) |
| Bạch Vân           | Huỳnh Bảo Hiền   | Đại Bảo Em gái Đài Loan Chị của Huỳnh Bảo Dĩnh Tới Hong Kong xin làm người mẫu nhưng bị lừa bán để lấy nội tạng, sau đó được cứu (tập 1, 5－6) |
| Dương Trình        | Huỳnh Bảo Dĩnh   | Nhị Bảo Em gái Đài Loan Em gái của Huỳnh Bảo Hiền Tới Hong Kong xin làm người mẫu nhưng bị ép bán dâm, sau đó được cứu (tập 1－2, 6) Tên nhân vật ám chỉ Huỳnh Tâm Dĩnh |
| Tăng Tuệ Vân       | Dư Gia Tuệ       | Chủ công ty người mẫu "Choice" Bí mật kinh doanh tập đoàn mại dâm, cũng cung cấp nội tạng cho Hàn Kiến Nghĩa (tập 1) |
| Tư Đồ Huy          | Dư Gia Quán      | (tập 1, bị xóa bỏ) |
| Trương Thi Hân     |                  | Y tá trung chữa bệnh Khang Nghĩa (tập 1－2) |
| Lục Vĩnh           | Cậu Did          | Khách hàng biến thái Thích chơi dã chiến (tập 1) |
| C Quân             | Cậu Done         | Khách hàng biến thái Thích chơi dã chiến (tập 1) |
| Tiêu Hạo Hiên      | A Lam            | Thủ hạ của Đàm Hoan Hỉ |
| Ngô Tinh Trù       |                  | Viên chức nhập cảnh (tập 1) |
| Lâm Tuấn Kỳ        |                  | Kẻ buôn người Thủ hạ của Hàn Kiến Nghĩa (tập 1, 5) |
| Trần Gia Lương     |                  | Kẻ buôn người Thủ hạ của Hàn Kiến Nghĩa (tập 1, 5) |
| Trần Dĩnh Hi       |                  | Buôn bán phụ nữ/ nhà tài trợ (tập 1, 5) |
| Hồ Mỹ Di           |                  | Buôn bán phụ nữ/ nhà tài trợ (tập 1, 5) |
| Cố Quán Trung      | Hàn Kiến Nghĩa   | Bác sĩ Hàn Biệt hiệu: Dr. X Chủ trung tâm chữa bệnh Khang Nghĩa Chủ mưu tập đoàn buôn bán nội tạng chợ đen Tập 6 bị bắt Tập 8 bị phán tù chung thân (tập 2－8) |
| Diêu Hoằng Viễn    |                  | Thủ hạ của Hàn Kiến Nghĩa Bị Tiết Gia Cường, Vi Tác Vinh bắn chết (tập 2－6) |
| La Vĩnh Kiện       |                  | Thủ hạ của Hàn Kiến Nghĩa Bị Tiết Gia Cường, Vi Tác Vinh bắn chết (tập 2－6) |
| Tạ Đức Lập         | Trần Chí Minh    | Cậu Trần Người dọn nội tạng (tập 3) |
| Dư Ưng Đồng        |                  | Thành viên Kim Thanh Xã Thủ hạ của Đại Thánh Gia (tập 3, 15, 16, 31－32) |
| Phùng Dịch Sâm     | A Sâm            | Thành viên Kim Thanh Xã Thủ hạ của Đại Thánh Gia (tập 3, 15－18, 31－32) |
| Ngụy Huệ Văn       | Bác sĩ Trần      | Johnny Bác sĩ tư gia (tập 3－4, 8) |
| Trịnh Nghị Bang    |                  | Bác sĩ (tập 3, 5, 12) |
| Trần Gia Tuệ       |                  | Y tá (tập 3, 5, 12) |
| Chung Tình         |                  | Y tá (tập 3－4, 8) |
| Lý Vĩ Đình         |                  | Cậu trai hư (tập 4) |
| Thiệu Triển Bằng   |                  | Cậu trai hư (tập 4) |
| Trần Đình Phong    |                  | Người đi đường (tập 4) |
| Trần Trác Hoành    |                  | Người đi đường (tập 4) |
| Lý Hồng Kiệt       | Chương Bính Dũng | Thủ hạ của Ngụy Trường Hưng Cha đã mất của Chương Kỷ Hoằng, Chương Kỷ Tư Phạm tội truy nã, nhiều năm trước bị Vi Tác Vinh diệt khẩu (tập 5, 24) |
| Huỳnh Trí Giai     |                  | Quan cấp cao (tập 5) |
| Âu Vĩ Quyền        |                  | Thành viên hội ủy viên cấy ghép nội tạng người (tập 5) |
| Lương Hạo Khải     |                  | Bảo vệ (tập 5) |
| Tăng Triển Vọng    |                  | Ký giả (tập 6, 30) |
| Lý Gia Hào         |                  | Ký giả (tập 6) |
| La Vịnh Di         |                  | Ký giả (tập 6, 8, 22, 30) |
| Quan Vĩ Luân       |                  | Chủ tịch hội lập pháp (tập 6, 18) |
| Mạc Vĩ Văn         |                  | Nghị viên hội lập pháp (tập 6, 18) |
| Âu Ái Linh         |                  | Nghị viên hội lập pháp (tập 6, 18) |
| Lâm Linh Nguyên    |                  | Nghị viên hội lập pháp (tập 6, 18) |
| Hùng Trác Lạc      | Vi Tác Vinh      | Con trai đã mất của Vi Kiệt thân phận bị Ngụy Đức Lễ sử dụng bất hợp pháp (tập 6) |
| Tăng Kiện Minh     |                  | Người khác nam của tiệm massage (tập 7, 9) |
| Trịnh Khải Thái    |                  | Chuyên viên kiểm khống hình sự Cấp trên của Mạc Tiển Tình (tập 7) |
| Chung Chí Quang    |                  | Pháp quan (tập 7－8) |
| Diêu Diệc Lễ       |                  | Luật sư bên biện (7－8) |
| Huỳnh Dĩnh Quân    | Kelly            | Trợ lý của Mạc Tiển Tình (tập 7－8) |
| Lương Lệ Kiều      |                  | Thư ký tòa án (tập 8) |
| Lý Gia             | Cao Sâm          | Cao Lão Sâm Người buôn độc phẩm Anh của Cao Minh Anh em tốt của Đại Phi Lão đại của Vương Vĩnh Tường (tập 15) |
| Tuyết Ni           |                  | |
| Đỗ Yến Ca          |                  | |
| Lý Cương           |                  | |
| Trịnh Thứ Phong    |                  | |
| Trần Nhất Nặc      | Đàm Lãng Tình    | Con gái Đàm Hoan Hỉ |
| Lương Cạnh Huy     | Trương Mộc Vinh  | Mộc Sắt Bạn tốt của Tiết Gia Cường Khách mời đặc biệt |

## Tỉ suất xem đài
Tỷ suất xem đài tính bằng số lượt xem trong vòng 7 ngày của Phỉ Thúy Đài TVB Hong Kong và ứng dụng myTV SUPER trên tất cả các nền tảng:
| Tuần    | Tập     | Ngày phát sóng           | Ratings trung bình | Ratings cao nhất | Ghi chú                                        |
| ------- | ------- | ------------------------ | ------------------ | ---------------- | ---------------------------------------------- |
| 1       | 1－5    | 19/11－13/11/2020        | 25.2 điểm          | 27.6 điểm        | Tổng rating tập 1 trong bảy ngày là 27.6 điểm  |
| 2       | 6－9    | 16/11－18/11, 20/11/2020 | 24.6 điểm          | 26.7 điểm        | Tổng rating tập 7 trong bảy ngày là 26.7 điểm  |
| 3       | 10－14  | 23/11－27/11/2020        | 24.0 điểm          | 24.9 điểm        | Tổng rating tập 10 trong bảy ngày là 24.9 điểm |
| 4       | 15－19  | 30/11－4/12/2020         | 25.3 điểm          | 26.3 điểm        | Tổng rating tập 18 trong bảy ngày là 26.3 điểm |
| 5       | 20－24  | 7/12－11/12/2020         | 25.5 điểm          | 26.4 điểm        | Tổng rating tập 21 trong bảy ngày là 26.3 điểm |
| 6       | 25－29  | 14/12－18/12/2020        | 26.0 điểm          | 27.0 điểm        | Tổng rating tập 28 trong bảy ngày là 27.0 điểm |
| 7       | 30－35  | 21/12－25/12/2020        | 25.9 điểm          | 27.3 điểm        | Tổng rating tập 31 trong bảy ngày là 27.3 điểm |
| 7       | 36－37  | 26/12/2020               | 25.7 điểm          |                  |                                                |
| Cả phim | Cả phim | Cả phim                  | 25.3 điểm          | 27.6 điểm        |                                                |

## Âm nhạc
| Bài hát                           | Sáng tác                                   | Trình bày                               |
| --------------------------------- | ------------------------------------------ | --------------------------------------- |
| Không ai hỏi tôi (無人問我)       | Nhạc: Trương Gia Thành Lời: Trương Mỹ Hiền | Lâm Phong                               |
| Không thể buông tay (不能放手)    | Nhạc: Từ Lạc Thương Lời: Trương Mỹ Hiền    | HANA Cúc Tử Kiều (HANA菊梓喬)           |
| Thung lũng thiên đường (低谷天堂) | Nhạc: Trương Gia Thành Lời: Trương Mỹ Hiền | Lâm Phong,HANA Cúc Tử Kiều (HANA菊梓喬) |

## Giải thưởng

### Lễ trao giải Vạn Thiên Tinh Huy 2020
| Năm  | Giải thưởng                                  | Đơn vị                                              | Vai trò                               | Kết quả       |
| ---- | -------------------------------------------- | --------------------------------------------------- | ------------------------------------- | ------------- |
| 2020 | Bộ phim TVB được yêu thích nhất Malaysia     | Sứ đồ hành giả 3                                    |                                       | Đề cử (top 5) |
| 2020 | Bộ phim tốt nhất                             | Sứ đồ hành giả 3                                    | Đề cử                                 |               |
| 2020 | Nam chính xuất sắc nhất                      | Lâm Phong                                           | Tiết Gia Cường                        | Đề cử (top 5) |
| 2020 | Nam chính xuất sắc nhất                      | Miêu Kiều Vĩ                                        | Trác Khải                             | Đề cử         |
| 2020 | Nam chính xuất sắc nhất                      | Mã Quốc Minh                                        | Vi Tác Vinh/ Ngụy Đức Lễ              | Đề cử (top 5) |
| 2020 | Nam chính xuất sắc nhất                      | Viên Vỹ Hào                                         | Từ Thiên Đường                        | Đề cử         |
| 2020 | Nam chính TVB được yêu thích nhất Malaysia   | Lâm Phong                                           | Tiết Gia Cường                        | Đề cử (top 5) |
| 2020 | Nam chính TVB được yêu thích nhất Malaysia   | Miêu Kiều Vĩ                                        | Trác Khải                             | Đề cử (top 5) |
| 2020 | Nam chính TVB được yêu thích nhất Malaysia   | Mã Quốc Minh                                        | Vi Tác Vinh/ Ngụy Đức Lễ              | Đề cử         |
| 2020 | Nam chính TVB được yêu thích nhất Malaysia   | Viên Vỹ Hào                                         | Từ Thiên Đường                        | Đề cử         |
| 2020 | Nam nhân vật truyền hình được yêu thích nhất | Lâm Phong                                           | Tiết Gia Cường                        | Đề cử         |
| 2020 | Nam nhân vật truyền hình được yêu thích nhất | Miêu Kiều Vĩ                                        | Trác Khải                             | Đề cử         |
| 2020 | Nam nhân vật truyền hình được yêu thích nhất | Mã Quốc Minh                                        | Vi Tác Vinh/ Ngụy Đức Lễ              | Đề cử         |
| 2020 | Nam nhân vật truyền hình được yêu thích nhất | Viên Vỹ Hào                                         | Từ Thiên Đường                        | Đề cử         |
| 2020 | Nữ chính xuất sắc nhất                       | Huỳnh Trí Văn                                       | Chương Kỷ Tư                          | Đề cử (top 5) |
| 2020 | Nữ chính TVB được yêu thích nhất Malaysia    | Huỳnh Trí Văn                                       | Chương Kỷ Tư                          | Đề cử (top 5) |
| 2020 | Nữ nhân vật truyền hình được yêu thích nhất  | Huỳnh Trí Văn                                       | Chương Kỷ Tư                          | Đề cử         |
| 2020 | Nữ nhân vật truyền hình được yêu thích nhất  | Thái Tư Bối                                         | Đậu Á Hi                              | Đề cử         |
| 2020 | Nam phụ xuất sắc nhất                        | Trịnh Tắc Sĩ                                        | Tân Chí Kiên                          | Đề cử         |
| 2020 | Nam phụ xuất sắc nhất                        | Hứa Thiệu Hùng                                      | Đàm Hoan Hỉ                           | Đề cử         |
| 2020 | Nữ phụ xuất sắc nhất                         | Mạch Mỹ Ân                                          | Chu Thiến                             | Đề cử         |
| 2020 | Nam nghệ sĩ tiến bộ vượt bậc                 | Quách Tử Hào                                        | A Tiển                                | Đề cử         |
| 2020 | Nam nghệ sĩ tiến bộ vượt bậc                 | Tạ Đông Mẫn                                         | Trương Đạt Kiều                       | Đề cử (top 5) |
| 2020 | Nam nghệ sĩ tiến bộ vượt bậc                 | Dư Đức Thừa                                         | Vi Tác Vinh/ Ngụy Đức Lễ (thanh niên) | Đề cử         |
| 2020 | Đối tác truyền hình được yêu thích nhất      | Thái Tư Bối, Trương Chấn Lãng                       | Đậu Á Hi, Bàng Hạo Dương              | Đề cử         |
| 2020 | Nhạc phim được yêu thích nhât                | Không ai hỏi tôi (Lâm Phong hát)                    |                                       | Đề cử         |
| 2020 | Nhạc phim được yêu thích nhât                | Không thể buông tay (Cúc Tử Kiều hát)               | Đề cử                                 |               |
| 2020 | Nhạc phim được yêu thích nhât                | Thung lũng thiên đường (Lâm Phong, Cúc Tử Kiều hát) | Đề cử                                 |               |

## Ký sự
- Ngày 7/11/2020: Phát sóng chế tác đặc biệt 《Sứ đồ hành giả 3 Túc mệnh chi hối》 lúc 22:30－23:30.

## Thông tin thêm
- Đây là lần đầu tiên Lâm Phong trở về TVB sau 5 năm. Lần trước là《Sứ đồ hành giả》năm 2014.
- Đây là lần đầu tiên Quan Bảo Tuệ trở về TVB sau 17 năm.
- Do có vấn đề vì lịch trình, Xa Thi Mạn đã được xác định không thể tham gia vào bộ phim, và một số diễn viên khác của phần 1 như Trần Mẫn Chi (bận lịch), Lương Tịnh Kỳ (đã rời TVB) cũng không thể tham dự, nên kịch bản lấy bối cảnh của phim là khoảng thời gian sau phần 2 và 1.
- Châu Bách Hào diễn vai "Lạc Thiếu Phong" vì vướng vào lập trường chính trị mà bị rút tên ra, vai diễn này ở phiên bản Đại Lục của bộ phim đã bị xóa hoàn toàn.
- Hầu hết các diễn viên trong bộ phim này là từ《Sứ đồ hành giả 2》và《Thiết Thám》.
- Đây là lần hợp tác lại của Miêu Kiều Vỹ, Viên Vỹ Hào, Huỳnh Thúy Như và Hứa Thiệu Hùng sau bộ《Sứ đồ hành giả 2》.
- Đây là lần hợp tác lại của Viên Vỹ Hào, Hồng Vĩnh Thành, Thái Tư Bối và Hứa Thiệu Hùng sau bộ《Thiết thám》.
- Đây là lần hợp tác thứ ba của Miêu Kiều Vỹ, Lâm Phong và Hứa Thiệu Hùng sau 2 bộ《Vòng xoay cuộc đời》và《Sứ đồ hành giả》.
- Đây là lần hợp tác thứ ba của Miêu Kiều Vỹ, Mã Quốc Minh và Hứa Thiệu Hùng sau 2 bộ《Mất tích bí ẩn》và《Sứ đồ hành giả 2》.
- Đây là lần hợp tác lại của Miêu Kiều Vỹ, Viên Vỹ Hào, Huỳnh Trí Văn và Hứa Thiệu Hùng sau bộ《Hoán đổi nhân tâm》.
- Đây là lần hợp tác thứ năm của Mã Quốc Minh, Viên Vỹ Hào và Huỳnh Trí Văn sau 4 bộ《Sứ mệnh 36 giờ》(phần 1&2),《Phi hổ》và《Hoàng đế lưu manh》.
- Đây là lần hợp tác lại của Lâm Phong và Huỳnh Trí Văn sau bộ《Cuộc hẹn tử thần》.
- Đây là lần thứ 5 Mã Quốc Minh đóng vai phản diện sau 4 bộ《Nữ quyền》,《Chân tướng》,《Đại nội thị vệ》và《Phi hổ》.
- Đây là lần hợp tác thứ năm của Miêu Kiều Vỹ và Giang Mỹ Nghi sau 3 bộ《Phì miêu chính truyện 2》,《Hình cảnh》,《Sứ đồ hành giả》và phim điện ảnh《Tảo độc 2》.
- Dương Triều Khải không tham gia phần 3. Một số diễn viên phần 1 (Thẩm Chấn Hiên, Đặng Kiện Hoằng, Trần Thiến Dương, Cao Hải Ninh,...) cũng không tham gia phần này.
- Bộ phim này là bộ phim cuối ở TVB của Dương Trình.
- Bộ phim này là một trong những di tác của Tăng Vĩ Quyền.